# 29706 Simonetta
29706 Simonetta este un asteroid din centura principală de asteroizi.

## Descriere
29706 Simonetta este un asteroid din centura principală de asteroizi. A fost descoperit pe 25 decembrie 1998 la San Marcello Pistoiese de Andrea Boattini și Luciano Tesi. Asteroidul prezintă o orbită caracterizată de o semiaxă mare de 2,36 ua, o excentricitate de 0,24 și o înclinație de 4,0° în raport cu ecliptica.